# Christian Bärmann (Journalist)
Christian Bärmann (* im 20. Jahrhundert) ist ein deutscher Journalist und Autor.

## Publikationen (Auswahl)

### Schriften
- Christian Bärmann, Jörn Radtke, Uwe Tölle: Die drei ??? 30 Jahre Hörspielkult, Kiel: Falkemedia, [o. D., 2010?], ISBN 978-3-9811171-8-9.

### Tonträger
- Christian Bärmann, Jörn Radtke, Martin Maria Schwarz: Spieler schwach wie Flasche leer! Die bekanntesten Schimpftiraden der Trainer, Manager und Präsidenten, Feature, CD (mono) produziert von hr2-kultur, München: Der Hörverlag [Hamburg]; Edel Kultur [Vertrieb], 2010, ISBN 978-3-86717-547-0[1]
- Christian Bärmann, Martin Maria Schwarz (Regie), Steffen Simon (Leser): „Oh, wie bist du schön!“. Das Beste aus 50 Jahren Sportschau, Feature, CD (mono, circa 74 Minuten), München: Der Hörverlag [Hamburg]; Edel Kultur [Vertrieb], 2011, ISBN 978-3-86717-800-6
- Christian Bärmann (Hrsg.), Michael Mendl (Erzähler): Michael Mendl erzählt: John F. Kennedy. Ein Mann verändert Amerika. Spannende Hörbuch-Dokumentation mit Experten-Interviews und Originaltönen. Ab 10 Jahren, 2 CDs (circa 142 Min.) und ein Booklet, [Aue]: Zeitbrücke-Verlag, 2013, ISBN 978-3-9814717-6-2[2]
- Christian Bärmann, Martin Maria Schwarz: Ford. Die Audiostory, Original-Fassung, 2 CDs (136 Min.), Köln: Lübbe Audio; [Burgwedel]; Tonpool-Medien-GmbH [Vertrieb], 2013, ISBN 978-3-7857-4859-6 und ISBN 3-7857-4859-0[3]
- Christian Bärmann, Martin Maria Schwarz: Fußball-Legenden. Von Straßenkickern zu Superstars: Weltfußballer und ihre Geschichten, mit Diego Maradona und vielen anderen, CD (MP3, ca. 1 Std. 43 Minuten, stereo), München: Der Hörverlag; [Hamburg]: Edel Kultur [Vertrieb], 2014, ISBN 978-3-8445-1414-8 und ISBN 3-8445-1414-7[4]
- Christian Bärmann (Autor), Claudia Mischke, Daniel Werner, Bernt Hahn (Sprecher), Theresia Singer (Regie): Abenteuer Amerika. Aufbruch in die neue Welt. Von 8 bis 88, 1 CD (75 Minuten, Stereo, mit Booklet mit 12 Seiten), Köln: Headroom; [Hannover]: SPV (Vertrieb), 2015, ISBN 978-3-942175-42-5